# Dannenberg (Elbe)
Dannenberg (Elbe) är en stad i det nordtyska förbundslandet Niedersachsen. Staden ligger i distriktet Lüchow-Dannenberg vid ån Jeetzel, som är en biflod till Elbe. En av stadsdelarna är Streetz.
Staden ingår i kommunalförbundet Samtgemeinde Elbtalaue tillsammans med ytterligare nio kommuner.